# Barmer Stadion
Das Barmer Stadion war eine Sportstätte, die von 1909 bis 1952 in Barmen (heute ein Stadtteil von Wuppertal) an der heutigen Müngstener Straße bestand.

## Geschichte
1908 erwarb die damals noch eigenständige Stadt Barmen ein Grundstück auf den Südhöhen im Ortsteil Lichtenplatz, mit 350 Metern der höchste Punkt Wuppertals, unweit des Toelleturms. Im Jahr darauf wurde dort nach Plänen des Dresdner Ingenieurs Edmund Hellner die Radrennbahn Lichtenplatz (auch Radrennbahn Toelleturm genannt) errichtet und im September 1909 eröffnet.
Zwei Jahre später wurde auf der 400 Meter langen Zementbahn die Deutsche Stehermeisterschaft ausgerichtet, Sieger war der Kölner Peter Günther. 1912 war die Radrennbahn Austragungsort der Steher-Europameisterschaft; Europameister wurde der Franzose Paul Guignard. Ab 1911 war der Barmer Radsportverein Betreiber der Bahn. Sie fasste 12.000 Zuschauer, die das Stadion per Ronsdorf-Müngstener Eisenbahn erreichen konnten.
Im Jahre 1916 wurden die Tribünen sowie ein Teil der Bahn bei einem schweren Sturm zerstört. 1924 sowie 1930 wurde die Sportstätte, nun Barmer Stadion oder Bergisches Stadion, Barmen genannt, wieder hergerichtet und zur Nutzung für weitere Sportarten ausgebaut. Zudem wurde östlich des Stadions in den 1920er Jahren eine Unterkunft der Schutzpolizei errichtet. In den folgenden Jahren wurde das Stadion für zahlreiche kleinere Sportveranstaltungen genutzt, wie Radrennen, Fußballspiele, Pferdesport-Turniere, Turnwettkämpfe und Feldhandballspiele sowie das Barmer Waldfest. Im Winter wurde der Innenraum des Stadions von der Feuerwehr in eine Eisbahn umfunktioniert. Nachdem im Oktober 1924 das Stadion am Zoo in Elberfeld in zentraler Lage eröffnet worden war, verlor das Barmer Stadion an Bedeutung für Zuschauerveranstaltungen.
In den 1930er Jahren fanden im Barmer Stadion Kreissportfeste, Reichsjugendwettkämpfe sowie politische Kundgebungen statt. Höhepunkt war ein Fußballspiel zwischen Schalke 04 und dem 1. FC Wuppertal im Oktober 1930 vor rund 20.000 Zuschauern. 1936 wurde das Stadion an die Wehrmacht übergeben, die die Sportstätte für Übungen und Kundgebungen nutzte, aber kein Interesse an der Radrennbahn zeigte und vom Bürgermeister deren sofortigen Abriss forderte. Der Verfall der Radrennbahn begann, durch Kriegseinwirkungen wurden weitere Teile des Stadions in Mitleidenschaft gezogen.
Auch nach dem Zweiten Weltkrieg wurde das Stadion für politische Veranstaltungen genutzt. So fand dort am 22. Juli 1946 eine Kundgebung der SED mit Wilhelm Pieck und Otto Grotewohl vor 50.000 Besuchern statt. Im August 1946 beschlagnahmten die britischen Besatzer das Gelände, im Juni 1947 wurden Teile für die Polizei-Ausbildungsschule Wuppertal genutzt. 1948 fanden noch einzelne Reit- und Faustballturniere statt. Am 20. November 1949 wurde die Beschlagnahme durch die britischen Besatzer wieder aufgehoben.
Im Oktober 1950 gab es Überlegungen seitens der Stadt, das Stadion wieder zu reaktivieren, aber das Gelände wurde im April 1951 vom Innenministerium des Landes Nordrhein-Westfalen beansprucht, um in der alten Schutzpolizeikaserne wieder Polizeihundertschaften unterzubringen. 1952 erfolgte nach langen Verhandlungen der Verkauf für rund 427.000 Mark (225.500 Mark für das Stadion, 202.000 Mark für das Gelände) an das Land.

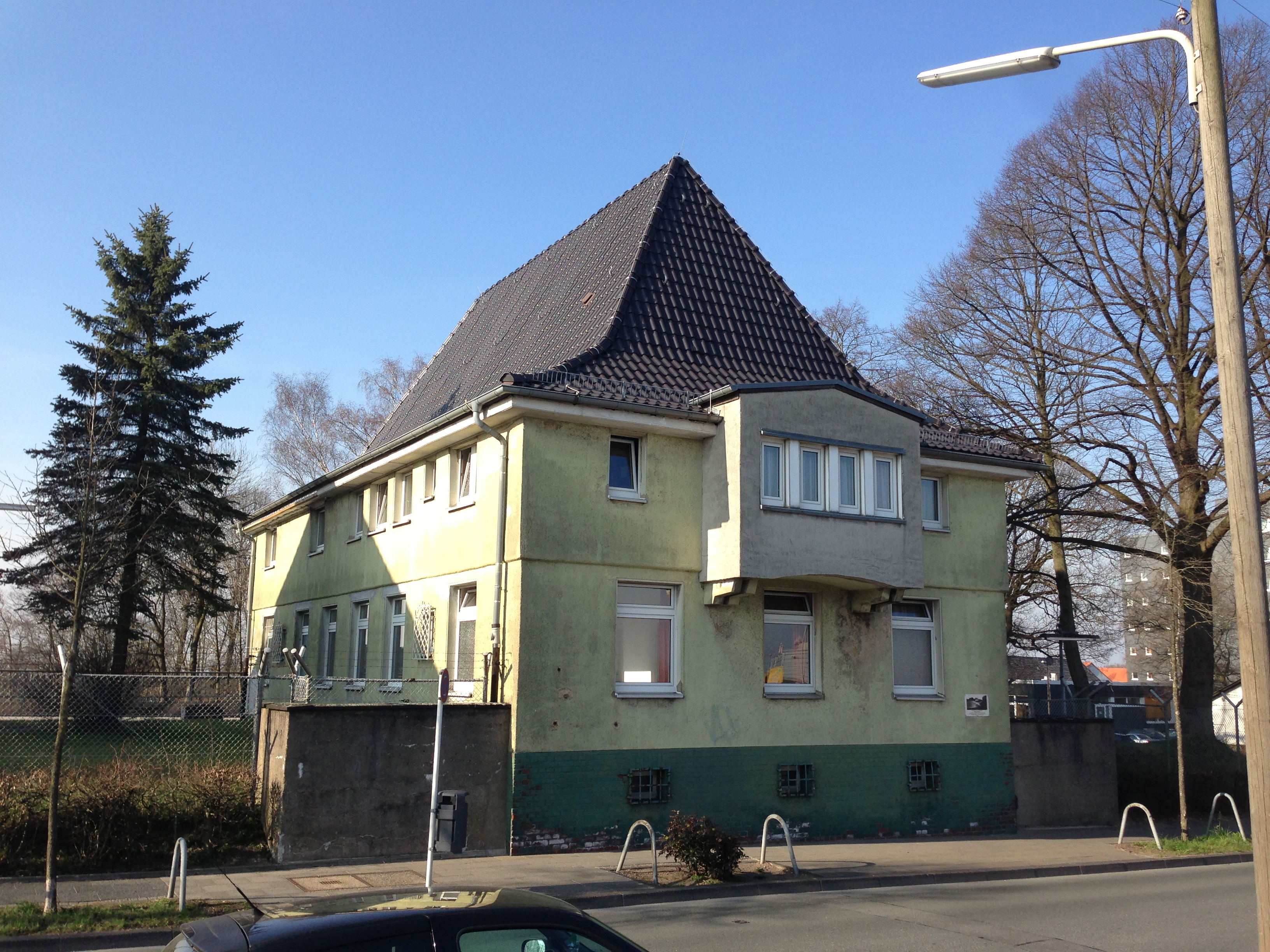
Das letzte erhaltene Gebäude an der Müngstener Straße 35

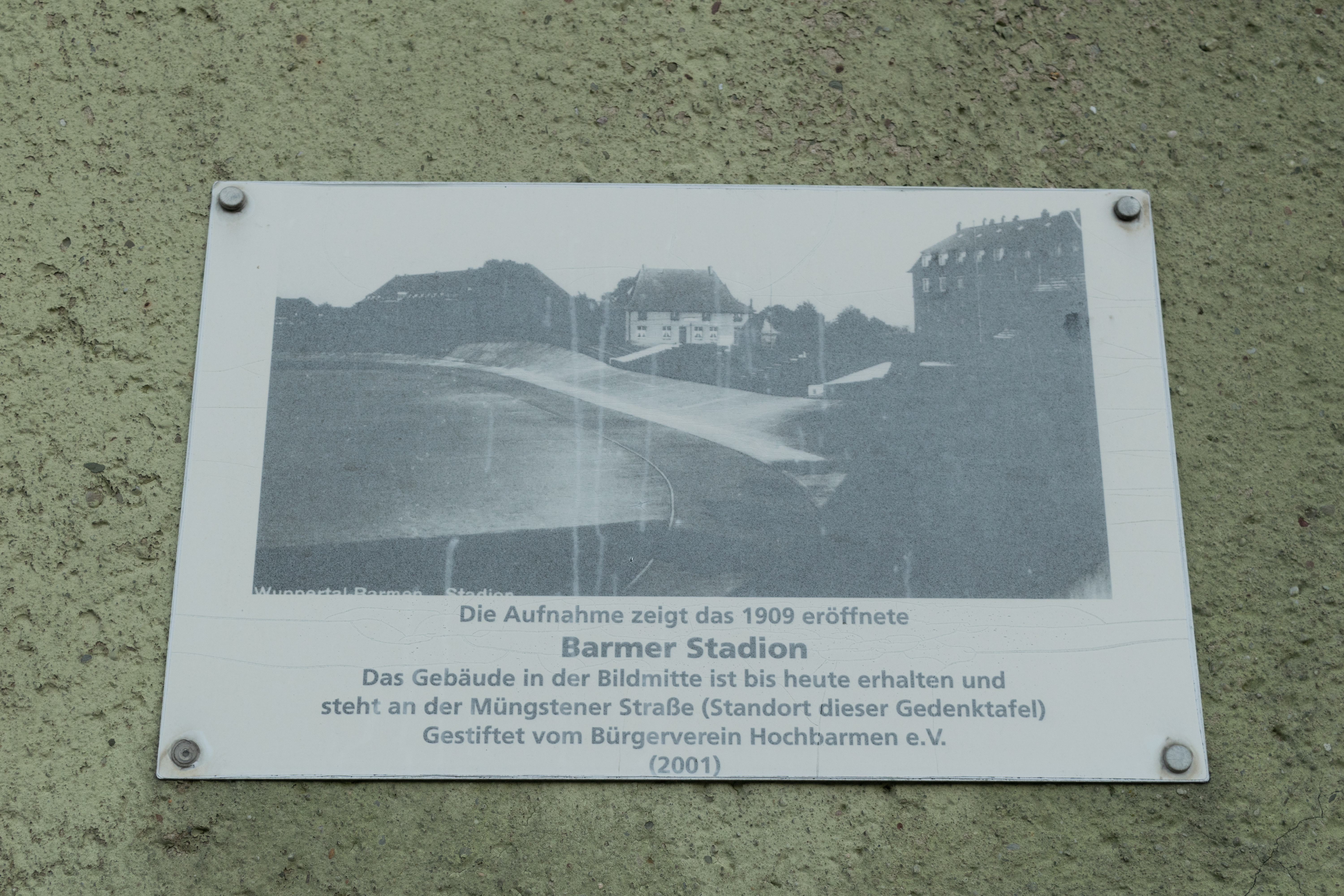
Gedenktafel zur Erinnerung an das Stadion

Im März 1952 wurde das im Krieg beschädigte Stadion abgerissen und drei Jahre später auf dem Gelände eine Sporthalle errichtet. In den 1970er Jahren wurde das Gelände neu bebaut. Heute sind dort verschiedene polizeiliche Dienststellen, wie die Diensthundestaffel, Hundertschaften der Bereitschaftspolizei und die Autobahnpolizei Düsseldorf untergebracht.
Seit November 2001 erinnert eine kleine Gedenktafel am Hause Müngstener Str. 35, dem letzten noch von der ursprünglichen Bebauung verbliebenen Gebäude, an das Barmer Stadion, gestiftet vom „Bürgerverein Hochbarmen“.
Auf dem Gelände sollte nach Plänen der Landesregierung bis 2020 eine forensische Klinik für psychisch kranke Straftäter mit etwa 150 Plätzen im Maßregelvollzug errichtet werden. Diese Pläne wurden jedoch Anfang 2014 nach heftigen Protesten der örtlichen Bevölkerung verworfen, eine Errichtung wird nun in Wülfrath nahe der Bergischen Diakonie Aprath fokussiert.